# Mineápolis
Mineápolis o Minneapolis (topónimo original en inglés)  es la ciudad más poblada del estado estadounidense de Minnesota y la sede del condado de Hennepin. Con una población de 429 954 Desde 2020, es la 46.ª ciudad más poblada de Estados Unidos en 2019. Siete condados que abarcan Mineápolis y su vecino Saint Paul se conocen como las Ciudades Gemelas. En 2019, esos condados se encuentran entre los 16 que componen el área metropolitana de 3,6 millones de habitantes de Mineápolis–Saint Paul–Bloomington MN–WI, y de los 22 que componen el área estadística combinada de 4 millones de habitantes, la decimosexta área metropolitana más grande de Estados Unidos.
Mineápolis se encuentra a ambas orillas del río Misisipi, justo al norte de su confluencia con el río Minesota, y linda con Saint Paul, la capital del estado. Con uno de los mejores sistemas de parques del país, la ciudad es abundante en agua, con trece lagos, humedales, el río Misisipi, arroyos y cascadas, muchos conectados por avenidas en el Grand Rounds National Scenic Byway. La ciudad y la región circundante es la población más grande y el principal centro de negocios entre Chicago y Seattle. Mineápolis fue históricamente un mercado de madera, se convirtió en la capital mundial de la molienda y, hasta el día de hoy, conservó su influencia financiera.
Mineápolis es la sede del Teatro Guthrie y del club nocturno First Avenue. Como reflejo del estatus de la región como centro de la música folk, funk y rock alternativo, la ciudad fue la plataforma de lanzamiento de varios de los músicos más influyentes del siglo XX, incluidos Bob Dylan y Prince. En los géneros hip-hop y rap se destacan Lizzo, Brother Ali, Atmosphere y Dessa.

## Historia

### Nativos dakota y fundación
Antes de la colonización europea de América, los dakota sioux eran los únicos residentes de la región. En idioma dakota, el nombre de la ciudad es Bdeóta Othúŋwe ('ciudad de muchos lagos').
Los exploradores franceses llegaron a la región en 1680. Poco a poco, llegaron más colonos europeo-americanos, compitiendo por la caza y otros recursos con los nativos americanos. Según el Tratado de París tras la Revolución de las Trece Colonias, la tierra británica al este del Misisipi le correspondió a Estados Unidos en 1783. En 1803, ese país le compró Luisiana a Francia.
Fort Snelling fue construido en 1819 por el Ejército de Estados Unidos en el extremo sur de la actual Mineápolis para alejar el comercio indio de los comerciantes británico-canadienses y disuadir las guerras entre dakota y ojibwe en el norte del estado de Minnesota. El fuerte atrajo a comerciantes, colonos y comerciantes, y estimuló el crecimiento en los alrededores. En el fuerte, los agentes de la Agencia India de St. Peters hicieron cumplir la política estadounidense de asimilar a los nativos americanos en la sociedad europeo-estadounidense, animándolos a dejar la caza de subsistencia y a adoptar la agricultura. Los misioneros incidieron para que adoptaran el cristianismo.
El gobierno de Estados Unidos forzó a los dakota a que vendieran sus tierras, lo que tuvo como resultado una serie de tratados elaborados por funcionarios corruptos. Con todo, sus términos rara vez se cumplieron. Durante la guerra de Secesión, los funcionarios saquearon las anualidades prometidas a los nativos americanos, lo que provocó una hambruna entre los dakota. Por el hambre, una facción de dakota declaró la guerra y masacró a los colonos. Estos a su vez los expulsaron de Minnesota.
Tras superar al comandante del fuerte, Franklin Steele reclamó su derecho sobre la orilla este de Saint Anthony Falls, y John H. Stevens construyó su casa en la orilla occidental. Los residentes tenían ideas divergentes sobre los nombres de su comunidad. En 1852, el primer maestro de escuela de la ciudad, Charles Hoag, propuso Minnehapolis, con una h silenciosa, combinando la palabra dakota para "cascada", Mníȟaȟa, y la palabra griega para "ciudad", polis, que se convirtió en Mineápolis, que significa "ciudad de las cataratas". La Legislatura de Minnesota autorizó a Mineápolis como ciudad en 1856, en la orilla occidental del Misisipi. Mineápolis se incorporó como ciudad en 1867 y más tarde se unió a la ciudad de St. Anthony en la orilla oriental en 1872.

### El poder del agua: aserraderos y molinos
Mineápolis se desarrolló alrededor de la fuente de energía de Saint Anthony Falls, la cascada más alta del Misisipi. Los bosques en el norte de Minnesota alentaron una industria maderera, que operaba diecisiete aserraderos con energía de la cascada. En 1871, la orilla occidental tenía 23 negocios, incluidos molinos harineros, molinos de lana, herrería, un taller de maquinaria de ferrocarril y molinos de algodón, papel, fajas y cepillado de madera. Debido a los riesgos laborales del fresado, seis competidores fabricaron miembros artificiales en los años 1890. Los agricultores de las Grandes Llanuras cultivaban grano que se enviaba por ferrocarril a los 34 molinos harineros de la ciudad. Los molineros han utilizado la energía hidroeléctrica desde el siglo I a. C., pero los resultados en Mineápolis entre 1880 y 1930 fueron descritos como "el mayor centro de energía hidráulica de propulsión directa que el mundo haya visto jamás". Durante este medio siglo, Mineápolis lideró el mundo en molienda de harina.

Carga de harina, Pillsbury, 1939

Cadwallader C. Washburn, padre de la molienda moderna en Estados Unidos y fundador de lo que se convirtió en General Mills, revolucionó su negocio de molinos a "reducción gradual" mediante molinos de rodillos de acero y porcelana capaces de producir harina blanca pura de primera calidad muy rápidamente. Algunas ideas fueron desarrolladas por William Dixon Gray y algunos dicen que fueron adquiridas a través del espionaje industrial de Hungría por William de la Barre. Charles A. Pillsbury y CA Pillsbury Company al otro lado del río estaban apenas un paso atrás, contratando empleados de Washburn para que usaran de inmediato los nuevos métodos. El trigo duro rojo de primavera que crece en Minnesota se hizo valioso (la ganancia de 0,50 dólares por barril en 1871 aumentó a 4,50 en 1874), y la harina de "patente" de Minnesota fue reconocida en ese momento como la mejor del mundo. No fue sino hasta más tarde que los consumidores descubrieron el valor del salvado que "... Los molineros de harina de Mineápolis solían arrojar "al Misisipi".
Un solo molino en Washburn-Crosby podía producir harina para doce millones de hogazas de pan cada día, y para 1900, el 14 % del grano de Estados Unidos se molía en Mineápolis. Además, en 1895, gracias a los esfuerzos del socio silencioso William Hood Dunwoody, Washburn-Crosby exportaba cuatro millones de barriles de harina al año al Reino Unido. Cuando las exportaciones alcanzaron su punto máximo en 1900, aproximadamente un tercio de toda la harina molida en Mineápolis se envió al extranjero.

### Tensiones sociales
La ciudad hizo cambios para rectificar la discriminación en 1886 cuando Martha Ripley fundó el Hospital de maternidad para madres casadas y solteras. Conocido inicialmente como un médico amable, el alcalde Doc Ames nombró a su hermano jefe de policía, llevó la ciudad a la corrupción y trató de abandonar la ciudad en 1902. Lincoln Steffens publicó la historia de Ames en "La vergüenza de Mineápolis" en 1903. El gánster Kid Cann se dedicó al soborno y a la intimidación desde la década de 1920 hasta la de 1940.
El fanatismo jugó fue un factor importante a principios del siglo XX. En 1910, se extendió la práctica de impedir a los asiáticos y afroamericanos poseer o arrendar ciertas propiedades. Aunque eso fue prohibido por la ley estatal en 1953 y por la Ley Federal de Vivienda Justa de 1968, los convenios restrictivos contra las minorías permanecieron en muchas escrituras de Mineápolis incluso hasta 2021, cuando la ciudad les dio a los residentes un medio para eliminarlos. El Ku Klux Klan fue una fuerza en la ciudad desde 1921 hasta 1923. Después de que Minnesota aprobó una ley de eugenesia en 1925, los propietarios del Hospital Eitel esterilizaron a unas mil personas en el Hospital Estatal de Faribault.

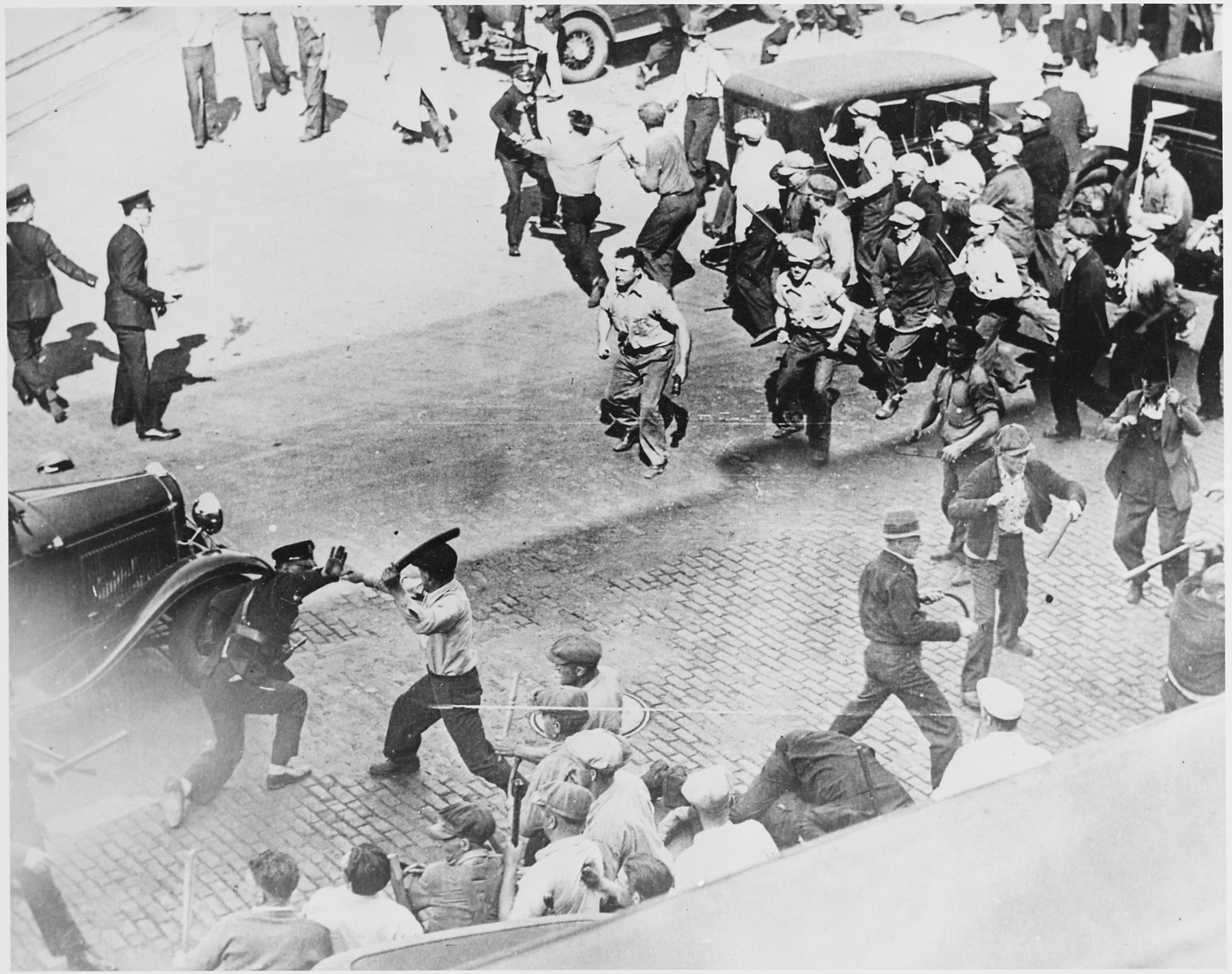
Batalla entre camioneros en huelga y policía en 1934

Desde el final de la Primera Guerra Mundial hasta 1950, Mineápolis fue un sitio de un fuerte antisemitismo: Carey McWilliams llamó a la ciudad 'la capital antisemita de Estados Unidos'. Un grupo de odio llamado Legión de Plata celebró reuniones allí desde 1936 hasta 1938. Respondiendo al fanatismo contra los médicos judíos, el Hospital Mount Sinai abrió en 1948 como el primero de la comunidad en aceptar miembros de etnias y religiones minoritarias en su personal.
En medio de la Gran Depresión, la huelga de los camioneros de 1934 dio lugar a leyes que reconocen los derechos de los trabajadores. El alcalde Hubert Humphrey, activista de los derechos civiles y partidario sindical de toda la vida, ayudó a la ciudad a establecer prácticas laborales justas y un consejo de relaciones humanas que intercedió en nombre de las minorías en 1946 En los años 1950, menos del 2 % de la población no era blanca. A finales de la década de 1960, años de importantes disturbios en Estados Unidos, la ira reprimida en la población negra se liberó en dos disturbios en la avenida Plymouth. Una coalición pudo llegar a una conclusión pacífica, pero finalmente no logró resolver la pobreza y el desempleo de los negros, y un candidato de la ley y el orden se convirtió en alcalde. Mineápolis luchó con la supremacía blanca, participó en la lucha contra la segregación y el movimiento de derechos civiles, y en 1968 fue el lugar de nacimiento del American Indian Movement.
Entre 1958 y 1963, como parte del plan de renovación urbana más monumental jamás abordado en Estados Unidos, la ciudad arrasó aproximadamente el 40 % del centro de la ciudad, destruyendo el Distrito Gateway y su arquitectura significativa, incluido el Metropolitan Building. Los esfuerzos para salvar el edificio fracasaron pero despertaron interés en la preservación histórica.

El 25 de mayo de 2020, un video capturó el asesinato de George Floyd, un hombre afroamericano, por un oficial de policía blanco de Mineápolis, Derek Chauvin, quien se arrodilló sobre el cuello y la espalda de Floyd durante más de diez minutos mientras luchaba por respirar y murió. El incidente provocó disturbios nacionales, disturbios y protestas masivas. Las protestas y disturbios locales resultaron en niveles extraordinarios de daños a la propiedad en Mineápolis, incluida una estación de policía que fue invadida por manifestantes e incendiada. Las Ciudades Gemelas experimentaron disturbios prolongados en 2020 y 2021 por la injusticia racial.

## Geografía

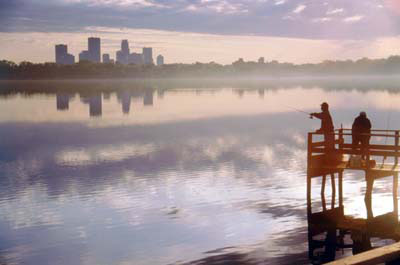
Vista del centro de Mineápolis a través de Bde Maka Ska

La historia y el crecimiento económico de Mineápolis están vinculados al agua, la característica física que define a la ciudad. Los largos períodos de glaciación y derretimiento interglacial excavaron varios lechos de ríos a través de lo que hoy es Mineápolis. Durante el último período glacial, hace unos diez mil años, el hielo enterrado en estos antiguos canales fluviales se derritió, lo que resultó en cuencas que se llenarían de agua para convertirse en los lagos de Mineápolis. El río glacial Warren, alimentado por el agua de deshielo del lago Agassiz, creó una gran cascada en lo que ahora es el centro de Saint Paul que erosionó río arriba más allá de la confluencia del río Misisipi, donde dejó una 23 m caída en el Misisipi. La nueva cascada, más tarde llamada Saint Anthony Falls, a su vez erosionó el Misisipi unas 13 km hasta su ubicación actual, tallando el desfiladero del río Misisipi a medida que avanzaba río arriba; Minnehaha Falls también se desarrolló durante este período a través de procesos similares.
Situada sobre un acuífero artesiano y un terreno plano, Mineápolis tiene un área total de 152,8 km² y de este 6 % es agua. El suministro de agua es administrado por cuatro distritos de cuencas hidrográficas que corresponden al Misisipi y los tres arroyos de la ciudad. Trece lagos, tres grandes estanques y cinco humedales sin nombre se encuentran dentro de Mineápolis.

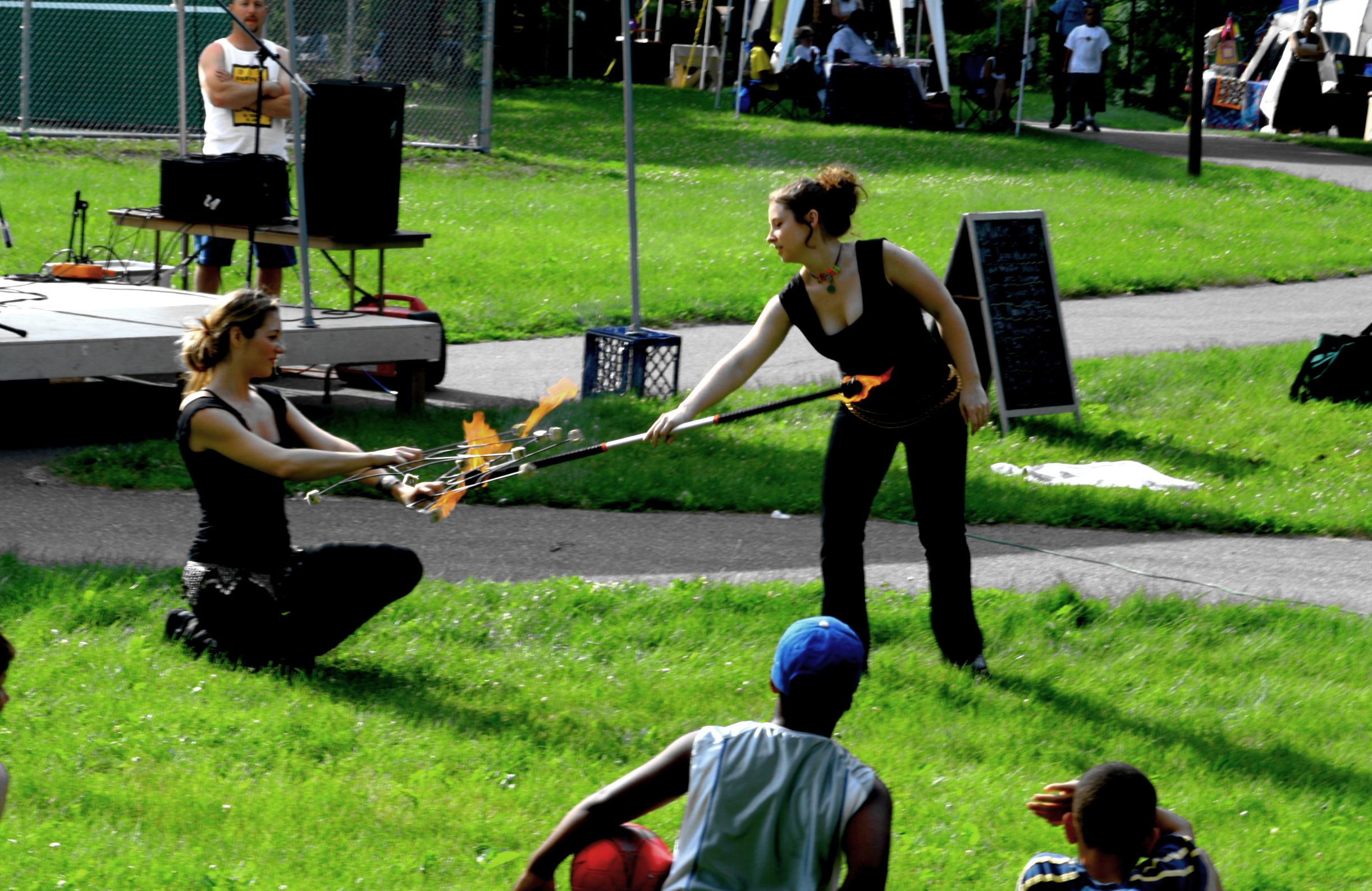
Fiesta de arte de primavera, North Commons Park, Willard-Hay, uno de los 83 vecindarios de Mineápolis

Un informe de 1959 del Servicio de Conservación de Suelos en 2019. Enumeró la elevación de Mineápolis como 253 m. La elevación más baja de la ciudad de 209 m sobre el nivel del mar está cerca de donde Minnehaha Creek se encuentra con el río Misisipi. Las fuentes no están de acuerdo sobre la ubicación exacta y la elevación del punto más alto de la ciudad, que se cita entre 294,1-300,2 m sobre el nivel del mar.

### Barrios
Mineápolis está dividida en once comunidades, cada una con varios vecindarios, de los cuales hay ochenta y tres. En algunos casos, dos o más vecindarios actúan juntos bajo una organización. Algunas áreas se conocen con apodos de asociaciones empresariales.
En 2018, el Concejo municipal de Mineápolis votó para poner fin a la zonificación de viviendas unifamiliares en toda la ciudad. En ese momento, el 70 % de la tierra residencial estaba dividida en zonas para viviendas unifamiliares separadas, sin embargo, muchas de esas áreas tenían edificios "no conformes" con más unidades de vivienda. Los líderes de la ciudad buscaron aumentar la oferta de viviendas para que más vecindarios fueran asequibles y disminuir los efectos que la zonificación unifamiliar había causado en las disparidades raciales y la segregación. La Brookings Institution lo calificó como "un ejemplo relativamente raro de éxito para la agenda de YIMBY".
En el área metropolitana, el 77% de las familias blancas son propietarias de sus casas, en comparación con el 25% de las familias negras, el mayor diferencial para cualquier ciudad estadounidense importante. El Brookings Metro Monitor de 2019 clasificó a Mineápolis-St. Paul está en el puesto 92 de 100 como el área metropolitana menos inclusiva racialmente. Keith Mayes de la Universidad de Minnesota describe cómo las familias negras fueron empujadas hacia el norte a las comunidades de Powderhorn y Lyndale desde el sur de Mineápolis y que los bolsillos todavía viven en el vecindario de King Field. Los convenios raciales, que impiden que los negros compren tierras en los barrios residenciales, y la línea roja ocurrieron simultáneamente en los barrios circundantes, y los efectos siguen siendo hoy en día en la educación, el empleo y el entretenimiento.

### Clima
Mineápolis tiene un típico clima continental propio del Alto Medio Oeste estadounidense. La clasificación climática de Köppen la ubica dentro de la zona húmeda continental al poseer veranos cálidos y húmedos e inviernos muy fríos y secos (Dfa). Durante el año la urbe experimenta varios tipos de precipitación y eventos relacionados con el clima, incluyendo nieve, aguanieve, hielo, lluvia, tormentas, tornados, olas de calor y niebla. La temperatura más alta registrada en la ciudad fue de 42,2 °C en julio de 1936, mientras que la más fría fue de −40,6 °C el 21 de enero de 1888. El invierno de 1983-84 fue el que más niveles de nieve registró, con 250 centímetros de nieve caída en la ciudad.
Debido a su situación norte en Estados Unidos y la falta de cuerpos de agua lo suficientemente grandes para controlar el aire y las temperaturas, Mineápolis sufre, en ocasiones, masas de aire del Ártico, especialmente entre enero y febrero. La temperatura media anual de 8,3 °C hace del área metropolitana de Mineápolis–St. Paul la más fría de todo el país continental.
| Parámetros climáticos promedio de Minneapolis–Saint Paul International Airport (normales 1991–2020, extremos 1872–presente) | Parámetros climáticos promedio de Minneapolis–Saint Paul International Airport (normales 1991–2020, extremos 1872–presente) | Parámetros climáticos promedio de Minneapolis–Saint Paul International Airport (normales 1991–2020, extremos 1872–presente) | Parámetros climáticos promedio de Minneapolis–Saint Paul International Airport (normales 1991–2020, extremos 1872–presente) | Parámetros climáticos promedio de Minneapolis–Saint Paul International Airport (normales 1991–2020, extremos 1872–presente) | Parámetros climáticos promedio de Minneapolis–Saint Paul International Airport (normales 1991–2020, extremos 1872–presente) | Parámetros climáticos promedio de Minneapolis–Saint Paul International Airport (normales 1991–2020, extremos 1872–presente) | Parámetros climáticos promedio de Minneapolis–Saint Paul International Airport (normales 1991–2020, extremos 1872–presente) | Parámetros climáticos promedio de Minneapolis–Saint Paul International Airport (normales 1991–2020, extremos 1872–presente) | Parámetros climáticos promedio de Minneapolis–Saint Paul International Airport (normales 1991–2020, extremos 1872–presente) | Parámetros climáticos promedio de Minneapolis–Saint Paul International Airport (normales 1991–2020, extremos 1872–presente) | Parámetros climáticos promedio de Minneapolis–Saint Paul International Airport (normales 1991–2020, extremos 1872–presente) | Parámetros climáticos promedio de Minneapolis–Saint Paul International Airport (normales 1991–2020, extremos 1872–presente) | Parámetros climáticos promedio de Minneapolis–Saint Paul International Airport (normales 1991–2020, extremos 1872–presente) |
| Mes | Ene. | Feb. | Mar. | Abr. | May. | Jun. | Jul. | Ago. | Sep. | Oct. | Nov. | Dic. | Anual |
| --- | --- | --- | --- | --- | --- | --- | --- | --- | --- | --- | --- | --- | --- |
| Temp. máx. abs. (°C) | 14.4 | 18.3 | 28.3 | 35 | 41.1 | 40 | 42.2 | 39.4 | 40 | 33.3 | 25 | 20 | 42.2 |
| Temp. máx. media (°C) | -4.7 | -1.9 | 5.4 | 13.7 | 20.7 | 26.1 | 28.6 | 27.1 | 22.7 | 14.5 | 5.5 | -1.8 | 13 |
| Temp. media (°C) | -8.8 | -6.3 | 0.7 | 8.4 | 15.3 | 20.9 | 23.5 | 22.1 | 17.5 | 9.7 | 1.6 | -5.6 | 8.3 |
| Temp. mín. media (°C) | -12.9 | -10.7 | -3.9 | 3.1 | 9.9 | 15.8 | 18.5 | 17.1 | 12.3 | 4.9 | -2.4 | -9.3 | 3.6 |
| Temp. mín. abs. (°C) | -40.6 | -36.1 | -35.6 | -16.7 | -7.8 | 1.1 | 6.1 | 3.9 | -3.3 | -12.2 | -31.7 | -39.4 | -40.6 |
| Precipitación total (mm) | 22.6 | 22.1 | 42.7 | 73.9 | 99.3 | 116.3 | 103.1 | 110.2 | 76.7 | 65.5 | 40.9 | 29.7 | 803.1 |
| Nevadas (cm) | 27.9 | 24.1 | 20.8 | 8.9 | 0 | 0 | 0 | 0 | 0 | 2 | 17.3 | 29 | 130 |
| Días de precipitaciones (≥ 0.01 in)                                                                                         | 9.6 | 7.8 | 9.0 | 11.2 | 12.4 | 11.8 | 10.4 | 9.8 | 9.3 | 9.5 | 8.3 | 9.7 | 118.8 |
| Días de nevadas (≥ 0.1 in)                                                                                                  | 9.3 | 7.3 | 5.2 | 2.4 | 0.1 | 0.0 | 0.0 | 0.0 | 0.0 | 0.6 | 4.5 | 8.8 | 38.2 |
| Horas de sol | 156.7 | 178.3 | 217.5 | 242.1 | 295.2 | 321.9 | 350.5 | 307.2 | 233.2 | 181.0 | 112.8 | 114.3 | 2710.7 |
| Humedad relativa (%) | 69.9 | 69.5 | 67.4 | 60.3 | 60.4 | 63.8 | 64.8 | 67.9 | 70.7 | 68.3 | 72.6 | 74.1 | 67.5 |
| Fuente: NOAA (humedad y horas de sol 1961–1990)                                                                             | | | | | | | | | | | | | |

## Demografía
| Población histórica | Población histórica |
| Año                 | Población           |
| ------------------- | ------------------- |
| 1860                | 5 809               |
| 1870                | 13 066              |
| 1880                | 46 887              |
| 1890                | 164 738             |
| 1900                | 202 718             |
| 1910                | 301 408             |
| 1920                | 380 582             |
| 1930                | 464 356             |
| 1940                | 492 370             |
| 1950                | 521 718             |
| 1960                | 482 872             |
| 1970                | 434 400             |
| 1980                | 370 951             |
| 1990                | 368 383             |
| 2000                | 382 618             |
| 2010                | 382 578             |
| Est. 2019           | 429 606             |

Según el censo de los EE. UU. de 2010, la diversidad racial de la ciudad es la siguiente:
- Blanco: 63.8 %
- Afroamericano: 18.6 %
- Amerindios: 2.0 %
- Asiático: 5.6 %
- Hawaiano nativo/Isleños del Pacífico: 0.1 %
- Otra: 5.6 %
- Multirracial: 4.4 %

Además, el censo indica que de los origen étnicos hispano o latino, de cualquier raza, suponían el 10.5 % de la población en 2010, siendo un 7 % de procedencia mexicana, un 1.3 % ecuatorianos, 0.4 % portorriqueños, 0.3 % guatemaltecos, 0.2 % salvadoreños y un 1.3 % de otros países de Latinoamérica.
Mineápolis tiene una gran comunidad afroamericana. De acuerdo con la Encuesta sobre la Comunidad Estadounidense (American Community Survey), 62 520 negros residían en Mineápolis. Los afroamericanos constituyen aproximadamente el 4 % de la población de Minesota, por más del 17 % de la población de Mineápolis. La ciudad también tiene una considerable comunidad de nativos americanos que es predominantemente Chippewa. El pueblo Chippewa constituye aproximadamente el 1% de la población de la ciudad. De los 5.983 americanos nativos, 3.709 son de esta tribu. Además, hay una pequeña comunidad de sioux en Mineápolis, aproximadamente 847 miembros, que representa el 0,2% de la población.
Mineápolis tiene una importante comunidad asiática. Hay aproximadamente 17.686 estadounidenses de origen asiático en Mineápolis que constituyen algo menos del 5% de la población de la ciudad. La población asiática se compone principalmente de la etnia hmong. Aproximadamente 2.925 estadounidenses de origen chino residen en Mineápolis, que constituyen el 0,8% de la población. Hay cerca de 2000 indios americanos en la ciudad, lo que representa el 0,6% del total de la población. Los estadounidenses-vietnamitas y los estadounidenses-coreanos constituyen el 0,4% de la población cada uno. Los residentes de ascendencia filipina y japonesa son escasos en Mineápolis. Hay 603 filipinos-estadounidenses y 848 japoneses-estadounidenses en Mineápolis, que constituyen aproximadamente el 0,2% de la población cada uno.
La población hispana y latina es predominantemente mexicana. Los descendientes de mexicanos son aproximadamente 21.741 habitantes, lo que representa el 6,1% de la población de la ciudad. Hay 958 puertorriqueños y 467 cubanos en Mineápolis, un 0,3% y 0,1% de la población respectivamente. Hay 10.008 hispanos y latinos (que no sean mexicanos, puertorriqueños y cubanos) de distintas ascendencias conviviendo en la ciudad.
Hay 10.711 personas multirraciales en Mineápolis. El número de personas de ascendencia blanca y negra era de 3.551 habitantes y constituyen el 1% de la población. La ascendencia blanca y de nativos americanos contaba con 2.319 habitantes y constituían el 0,6% de la población. Los blancos de ascendencia asiática eran 1.871 y representaban el 0,5% de la población. Por último, las personas de ascendencia negra y nativo americano era de 885 habitantes, que significaba el 0,2% de la población de Mineápolis.

## Economía
El área metropolitana de Mineápolis–Saint Paul es la tercera más grande en el medio Oeste, después de Chicago y Detroit. La economía se basa principalmente en el comercio, las finanzas, los servicios ferroviarios y de transporte por carretera, servicios de salud y la industria. Elementos más pequeños se encuentran en la publicación, procesamiento de alimentos, artes gráficas, seguros, educación y la alta tecnología. La industria produce productos metálicos y de automoción, químicos, productos agrícolas, productos electrónicos, computadoras, instrumentos de precisión y dispositivos médicos, plásticos y maquinaria. La ciudad a la vez produce implementos agrícolas.
Cinco empresas Fortune 500 tienen su sede central dentro de los límites de la ciudad de Mineápolis:. Target, U.S. Bancorp, Xcel Energy, Ameriprise Financial y Thrivent Financial for Lutherans.Desde 2009 los empleadores más grandes de la ciudad son Target, la Universidad de Minesota, Allina Health, Fairview Health Services, Wells Fargo, el Condado de Hennepin, Ameriprise, Hennepin County Medical Center, U.S. Bancorp, Ciudad de Mineápolis, Xcel Energy, la compañía Capella Education, RBC Wealth Management, Macy's, TCF Financial, la Reserva Federal de Mineápolis, Thrivent, y el Star Tribune.
Las empresas extranjeras con oficinas en Mineápolis son Coloplast, RBC y el Grupo ING.
La disponibilidad de wifi, opciones de transporte, pruebas médicas, gastos universitarios de investigación y desarrollo, mano de obra especializada y ahorro de energía eléctrica están por encima de la media de EE. UU.Las ciudades gemelas contribuyen con el 63.8 % del producto interior bruto del estado de Minesota.
El área metropolitana produce 199 600 millones dólares, siendo la decimotercera por ingreso por habitante en Estados Unidos.
El Banco de la Reserva Federal de Mineápolis presta servicio a los estados de Minesota, Montana, Dakota del Norte, Dakota del Sur y partes de Wisconsin y Míchigan. Es el más pequeño de los doce bancos regionales de la Reserva Federal, la cual se encarga de establecer un sistema de pagos a nivel nacional, supervisa los bancos miembros y las compañías tenedoras de bancos, y sirve de banco para el Departamento del Tesoro de Estados Unidos.

## Cultura

### Artes visuales

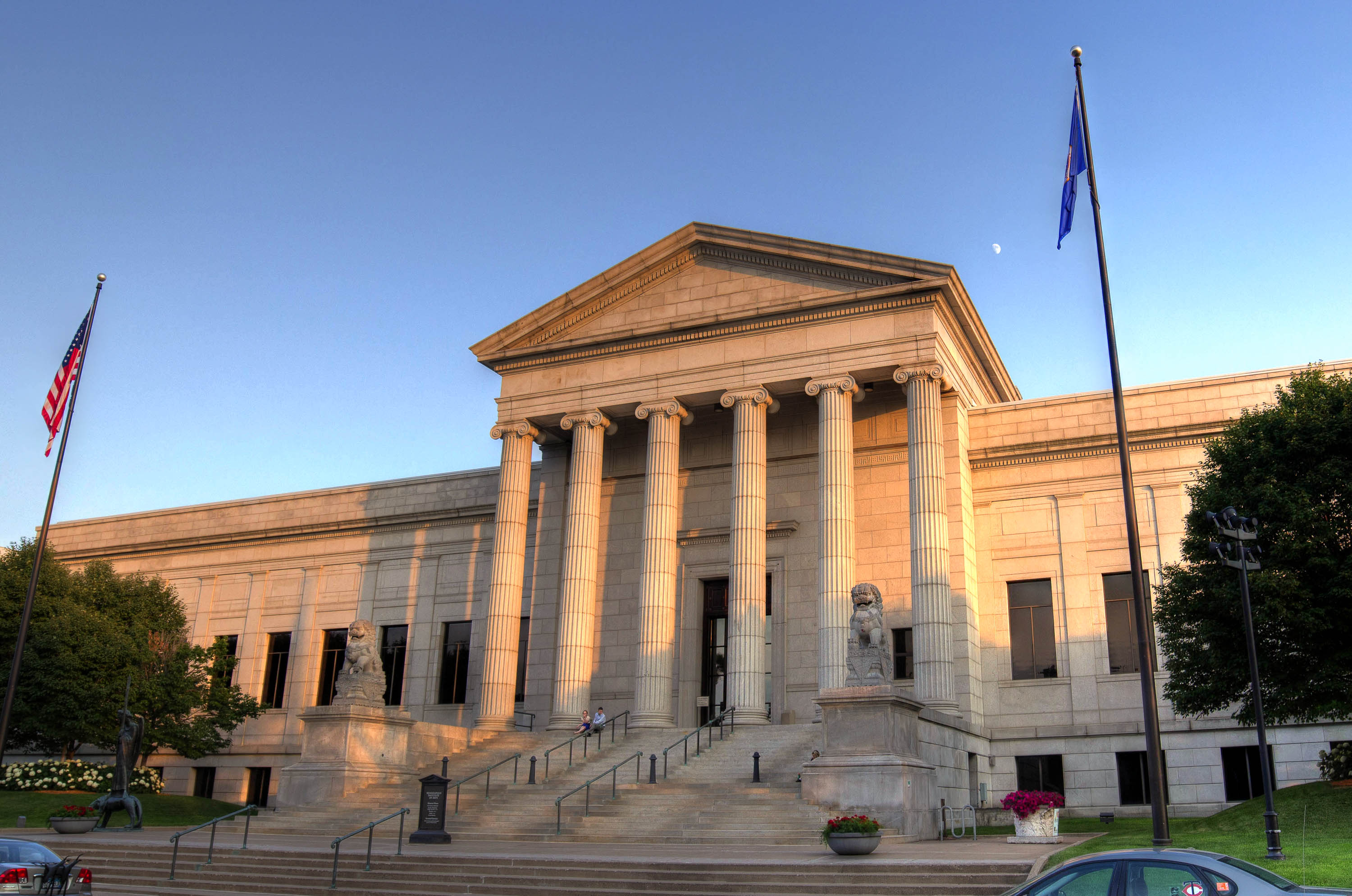
El Instituto de Artes de Minneapolis abre todos los días y ofrece entrada gratuita a su colección de 90.000 objetos que abarcan 20.000 años.

El Walker Art Center, uno de los cinco museos de arte moderno más grandes de Estados Unidos en 2019., Se encuentra en lo alto de Lowry Hill, cerca del centro. El tamaño del centro se duplicó con una adición en 2005 por Herzog & de Meuron, y se expandió con 6 ha parque diseñado por Michel Desvigne, ubicado frente al Jardín de Esculturas de Mineápolis.
Conocido como Mia desde su centenario, el Mineápolis Institute of Art, diseñado por McKim, Mead & White en 1915 en el centro sur de Mineápolis, es el museo de arte más grande de la ciudad, con 100,000 piezas en su colección permanente. Las nuevas alas, diseñadas por Kenzo Tange y Michael Graves, se abrieron en 1974 y 2006, respectivamente, para obras contemporáneas y modernas, así como más espacio de galería.
El Museo de Arte Weisman, diseñado por Frank Gehry para la Universidad de Minnesota, abrió sus puertas en 1993 y ofrece entrada gratuita. Una adición de Gehry en 2011 duplicó el tamaño de las galerías. El Museo de Arte Ruso se inauguró en una iglesia restaurada en 2005 y alberga una colección de arte ruso del siglo XX, así como eventos especiales.
El Northeast Mineápolis Arts District tiene 400 artistas independientes, un centro en el edificio Northrup-King y eventos anuales recurrentes.

### Teatro y artes escénicas
Mineápolis ha albergado representaciones teatrales desde después de la guerra de Secesión. Los primeros teatros incluyeron la Ópera de Pence, la Academia de Música, la Gran Ópera, el Liceo y más tarde la Ópera Metropolitana, que se inauguró en 1894. A 2020 Mineápolis es la sede de decenas de compañías de teatro.
El Teatro Guthrie, la compañía de teatro más grande de la zona, ocupa un complejo de tres escenarios con vistas al Misisipi, diseñado por el arquitecto francés Jean Nouvel. La compañía fue fundada en 1963 por Tyrone Guthrie como un prototipo de alternativa a Broadway y produce una amplia variedad de espectáculos durante todo el año. Mineápolis compró y renovó los teatros de vodevil y cine Orpheum, State y Pantages Theatres en Hennepin Avenue, que ahora se utilizan para conciertos y obras de teatro. Un cuarto teatro renovado, el antiguo Shubert, se unió al Centro Hennepin para las Artes para convertirse en el Centro Cowles para la Danza y las Artes Escénicas, base de más de una docena de grupos de artes escénicas.

### Música

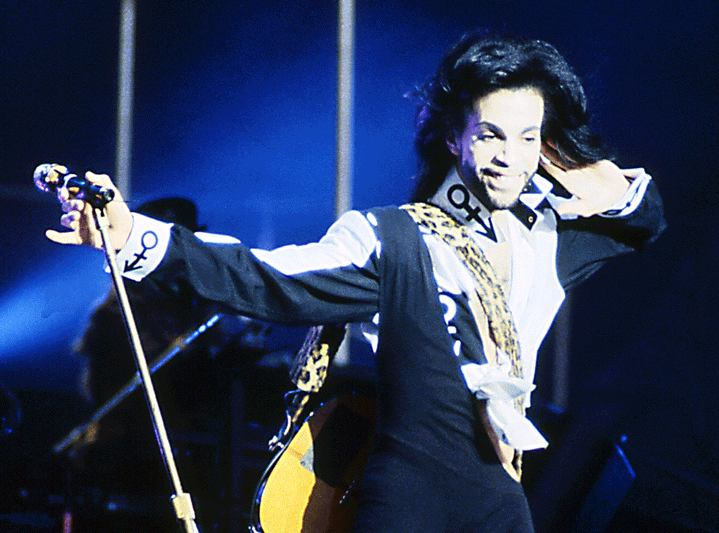
Prince estudió en el Teatro de Danza de Minnesota a través de las Escuelas Públicas de Mineápolis.

La Orquesta de Minnesota toca música clásica y popular en el Orchestra Hall bajo la dirección del director musical Osmo Vänskä Un crítico de The New Yorker la describió en una actuación de 2010 como "la mejor orquesta del mundo". La orquesta grabó Casa Guidi, ganadora de un premio Grammy en 2004 para el compositor Dominick Argento. Nuevamente nominada en 2013 por su grabación de "Sibelius: Symphonies Nos. 2 & 5", la Orquesta de Minnesota ganó un premio Grammy en 2014 por "Sibelius: Symphonies Nos 1 & 4".
Según DownBeat, durante 25 años el Dakota Jazz Club ha sido uno de los mejores lugares de jazz del mundo.
El cantante y multiinstrumentista Prince nació en Mineápolis y vivió en el área la mayor parte de su vida. Después de que Jimmy Jam y Mind & Matter de 11 piezas rompieron la discriminación que había creado una barrera racial en el centro de la ciudad, Prince llegó a una audiencia multirracial mundial con su combinación de indecencia y religión. Un auténtico prodigio musical enriquecido por un programa de música en The Way Community Center, Prince aprendió a operar un Polymoog en Sound 80 para su primer álbum que se convirtió en un elemento sonoro del sonido de Mineápolis. Con otros músicos locales, muchos de los cuales grabaron en Twin / Tone Records, Prince ayudó a que First Avenue y 7th Street Entry fueran lugares destacados tanto para artistas como para el público.

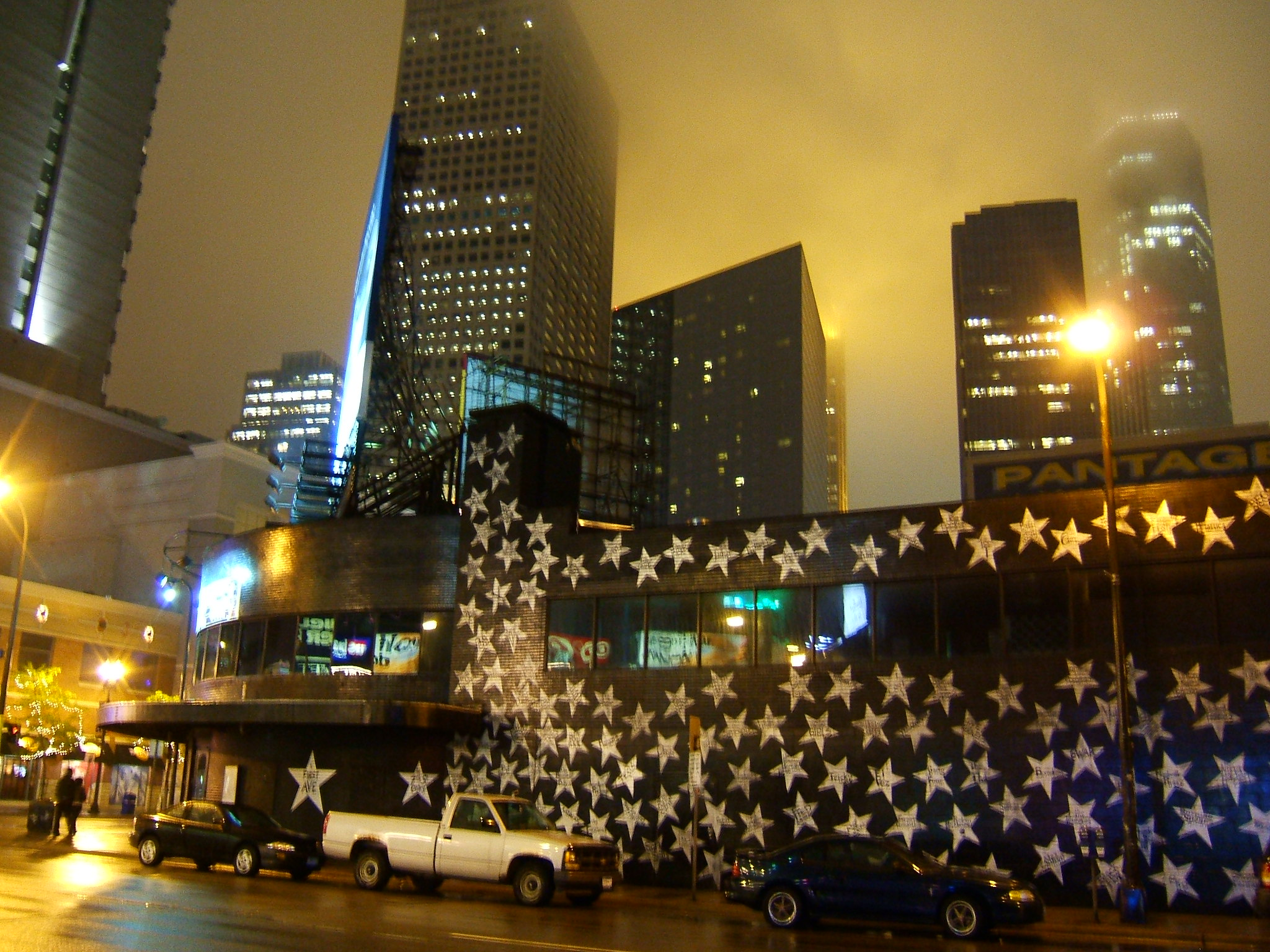
En 1970, Allan Fingerhut vio el potencial del club nocturno que se convirtió en First Avenue & 7th Street Entry, que celebró su 50 aniversario en 2020.

Hüsker Dü y The Replacements fueron fundamentales en el bum del rock alternativo en Estados Unidos durante los años 1980. Sus respectivos líderes Bob Mold y Paul Westerberg desarrollaron exitosas carreras en solitario. La MN Spoken Word Association y el sello independiente de hip hop Rhymesayers Entertainment han atraído la atención por el rap, el hip hop y la palabra hablada. Los actos clandestinos de hip hop de Minnesota, como Atmosphere y Manny Phesto, presentan de manera destacada a la ciudad y a Minnesota en las letras de las canciones. Los artistas de música electrónica de baile incluyen a Woody McBride, Freddy Fresh y DVS1.
Tom Waits lanzó dos canciones sobre la ciudad, <i>Christmas Card from a Hooker in Mineápolis</i> (Blue Valentine, 1978) y "9th & Hennepin" (Rain Dogs, 1985). Lucinda Williams grabó "Mineápolis" (Mundo sin lágrimas, 2003). La banda de grunge de Mineápolis Babes in Toyland grabó Mineápolism (2001). En 2008, el centenario MacPhail Center for Music abrió una nueva instalación diseñada por James Dayton. Mineápolis tiene cuatro compañías de ópera: Minnesota Opera, Mill City Summer Opera, Gilbert & Sullivan Very Light Opera Company y Really Spicy Opera.

### Literatura
Mineápolis acoge tres editoriales literarias sin fines de lucro: Coffee House Press, Milkweed Editions y Graywolf Press. También conocida internacionalmente, la University of Minnesota Press publica, además de libros y revistas, un test de personalidad ampliamente utilizado, el MMPI. Open Book, el Minnesota Center for Book Arts y The Loft Literary Center se encuentran en la ciudad.

### Eventos anuales
Los eventos durante todo el año incluyen la ciudad de Lakes Loppet, un 35 kilómetros (21,7 mi) carrera de esquí de fondo y festival de invierno en febrero; el MayDay Parade regresa en 2021; Art-A-Whirl; Festival y Desfile del Orgullo, Festival del Puente de Arco de Piedra y Celebración del Decimosexto de las Ciudades Gemelas en junio; Minneapolis Aquatennial en julio; el Festival Fringe de Minnesota, el Festival de Arte de Loring Park, la Feria de Arte de Uptown Metris, el Festival de Artes de Powderhorn y el Festival del Barrio del Lago Hiawatha en agosto; Mineápolis Monarch Festival en septiembre para celebrar la migración de 3701 km de la mariposa Monarca, y la Maratón de las Ciudades Gemelas en octubre.

## Deportes

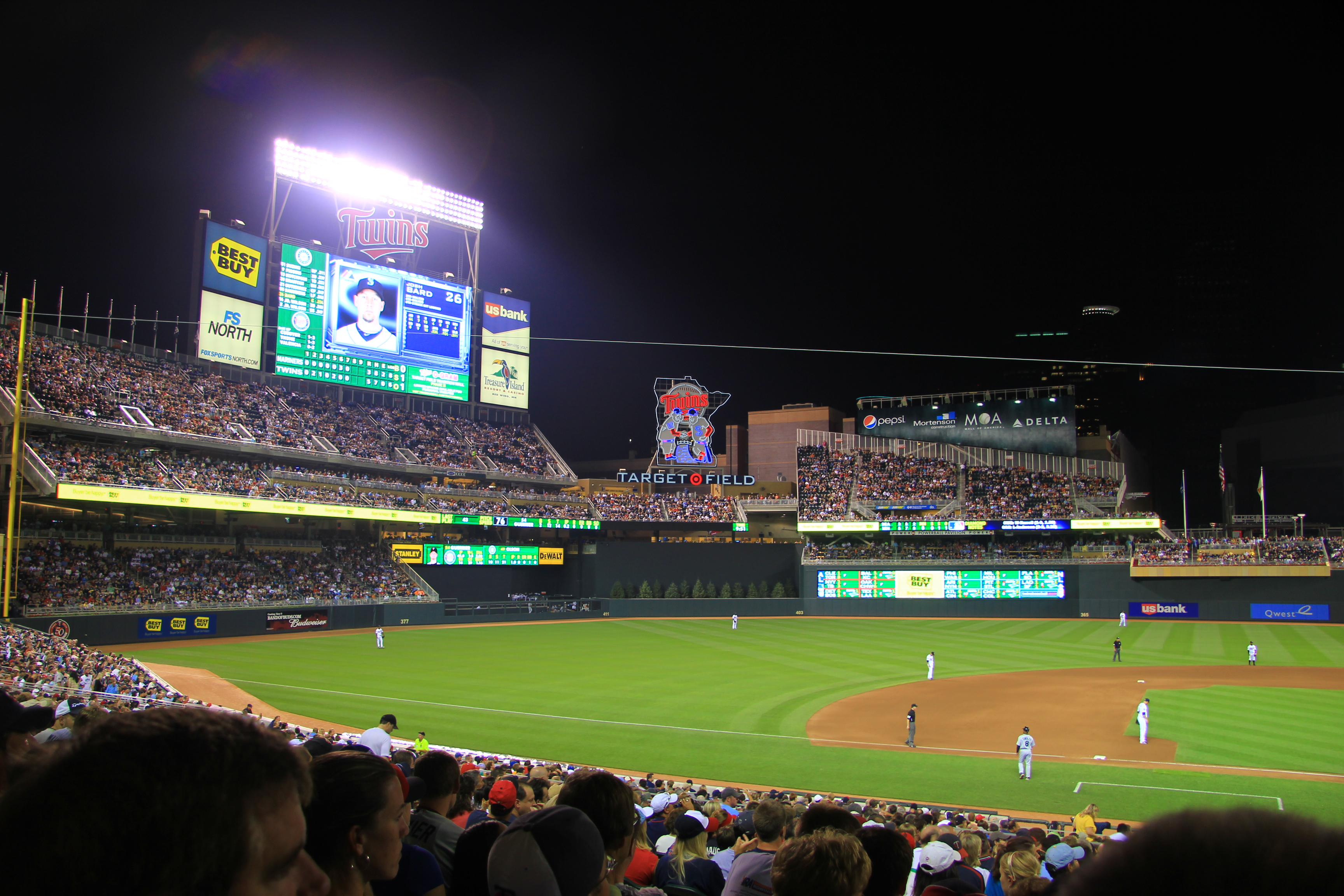
El Target Field, nueva sede de los Minesota Twins y considerado por ESPN como el mejor de las grandes ligas.

Los deportes profesionales están bien establecidos en Mineápolis. El primer equipo profesional de la ciudad fue el Mineápolis Millers, de béisbol, que fue fundado en 1884 y logró el récord de partidos ganados en su liga en esa época, además de contribuir con quince jugadores al Salón de la Fama del Béisbol. Durante los años 1920, Mineápolis fue la sede del equipo Mineápolis Marines de la NFL, más tarde conocido como Mineápolis Red Jackets. En los años 1940 y 1950 el equipo de baloncesto conocido como Mineápolis Lakers fue el primero de la ciudad en competir en las grandes ligas de cualquier deporte y ganó seis campeonatos de baloncesto, convirtiéndose así en la principal franquicia de la NBA antes de mudarse a Los Ángeles. La American Wrestling Association, originalmente parte de la antigua National Wrestling Alliance tuvo su sede en la ciudad entre 1960 y la década de 1990.
Actualmente destacan los Minesota Vikings en fútbol americano y los Minesota Twins en béisbol, ambos llegados al estado en 1961. Los Vikings fueron un equipo de expansión de la NFL y los Twins se formaron cuando la franquicia antes conocida como Senadores de Washington se mudó a Minesota. Ambos equipos jugaron al aire libre en el antiguo Estadio Metropolitano, situado en el suburbio de Bloomington durante veinte años, antes de mudarse al Hubert H. Humphrey Metrodome en 1982, donde los Twins ganaron la Serie Mundial en 1987 y 1991. Posteriormente, en 2010 los Minesota Twins se trasladaron al Target Field. En 1989 volvieron a la ciudad los Minesota Timberwolves de la NBA, seguidos por las Minesota Lynx de la WNBA en 1999. Ambos equipos juegan en el Target Center, en el que las Minesota Lynx ganaron el campeonato de la WNBA en 2011. Destacan además los Minesota Wild en hockey sobre hielo, que tienen su sede en Saint Paul y compiten en la National Hockey League.

## Gobierno

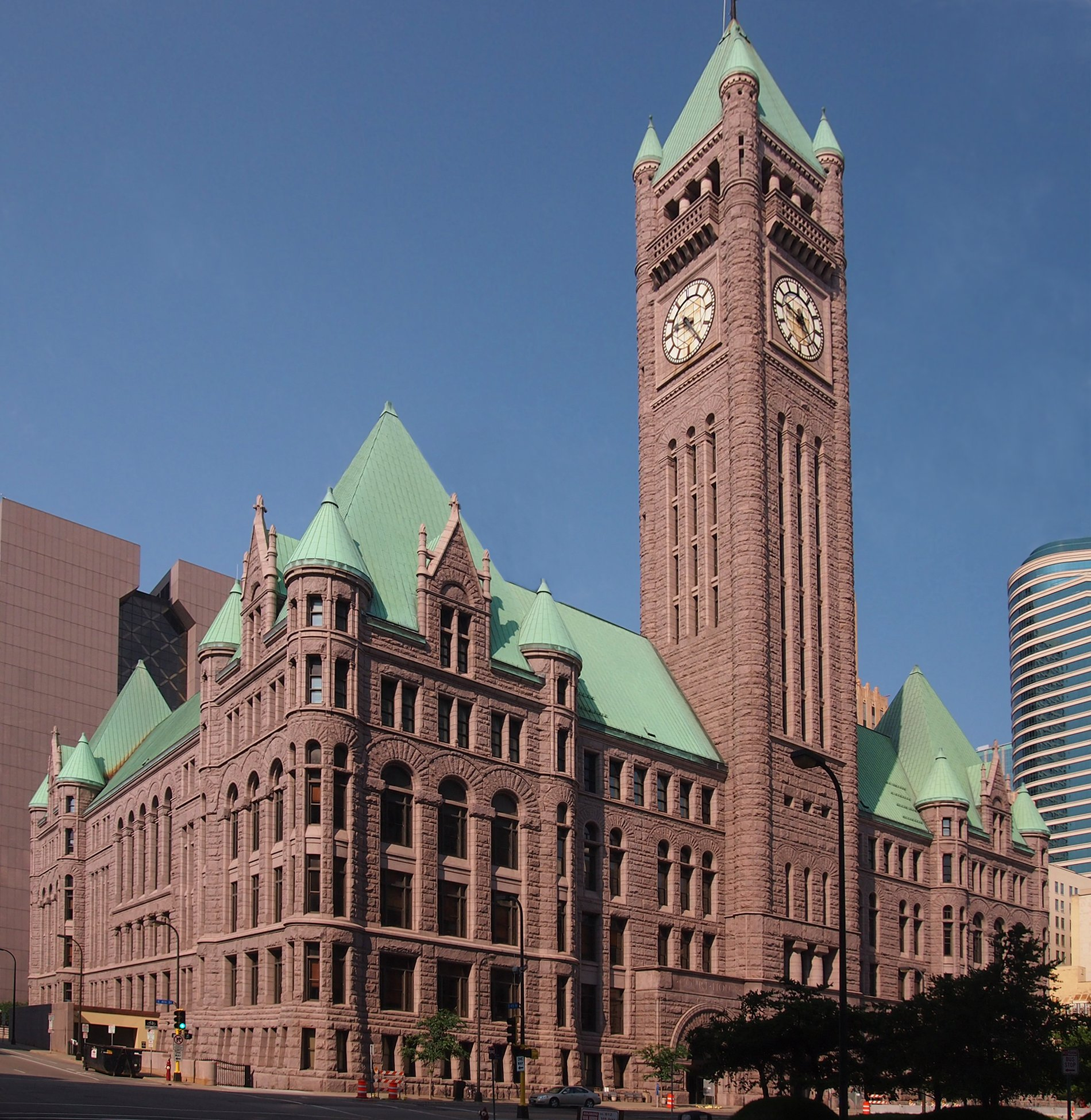
Ayuntamiento de Mineápolis

Mineápolis es un bastión del Partido Demócrata-Campesino-Laborista de Minnesota (DFL), afiliado al Partido Demócrata. El Ayuntamiento de Mineápolis representa los trece distritos de la ciudad. La ciudad adoptó el sistema de votación de segunda vuelta instantánea en 2006, usándola por primera vez en las elecciones de 2009. El consejo municipal es progresista con doce miembros del DFL y una socialista independiente.
Jacob Frey del DFL fue elegido alcalde de Mineápolis en 2017 y reelegido en 2021. La oficina del alcalde es relativamente débil, pero tiene cierto poder para nombrar a personas como el jefe de policía. Los parques, los impuestos y la vivienda pública son juntas semiindependientes y cobran sus propios impuestos y tarifas sujetos a los límites de la Junta de Estimaciones e Impuestos.
En diciembre de 2020, la ciudad trabajó con los aportes de casi mil residentes, un aumento en la tasa de criminalidad, COVID-19, y la amenaza de un veto de la alcaldía, para llegar a un acuerdo sobre un presupuesto para 2021. El compromiso de 1500 millones de dólares mantuvo el número de agentes de policía, reservó 8 millones de dólares para medidas de seguridad comunitaria, recortó fondos en todos los departamentos principales de la ciudad e incluyó un aumento del impuesto a la propiedad del 5.75 %.
A nivel federal, Mineápolis se encuentra dentro del quinto distrito del Congreso de Minnesota, que ha estado representado desde 2018 por la demócrata Ilhan Omar, una de las dos primeras mujeres musulmanas practicantes y la primera somalí-estadounidense en el Congreso. Los dos senadores estadounidenses de Minnesota, Amy Klobuchar y Tina Smith, fueron elegidos o nombrados mientras vivían en Mineápolis y también son demócratas.
El Ayuntamiento aprobó una resolución en 2015 que establece una política de ciudades de desinversión de combustibles fósiles uniéndose a diecisiete ciudades de todo el mundo en la Alianza de Ciudades Carbon Neutral. El plan climático de la ciudad exige una reducción del 80 % en las emisiones de gases de efecto invernadero para 2050.

## Educación
Las Escuelas Públicas de Mineápolis gestiona las escuelas públicas.
La biblioteca del Condado de Hennepin (HCL) gestiona las bibliotecas públicas. La Biblioteca Pública de Mineápolis (MPL) gestionó bibliotecas públicas de Mineápolis. En el primero de enero de 2008, HCL y MPL combinaron.

## Ciudades hermanas
Como se muestra a continuación Mineápolis tiene 10 ciudades hermanas:
- Nayaf, Irak (2009)
- Cuernavaca, México (2008)[145]
- Upsala, Suecia (2000)
- Eldoret, Kenia (2000)
- Harbin, China (1992)
- Tours, Francia (1991)
- Novosibirsk, Rusia (1988)
- Ibakari, Japón (1980)
- Kuopio, Finlandia (1972)
- Santiago de Chile, Chile (1961)
- Y conexiones informales con  Hiroshima, Japón